# Paolo Ricciardi
Mons. Paolo Ricciardi (* 14. března 1968 Řím) je italský římskokatolický duchovní a biskup Jesi.

## Život
Narodil se 14. března 1968 v Římě.
Vstoupil do Papežského římského většího semináře. Dne 25. října 1992 byl kardinálem Camillem Ruinim vysvěcen na jáhna a 2. května 1993 papežem Janem Pavlem II. na kněze. Byl asistentem vyššího semináře. Na Papežské univerzitě Gregoriana obdržel licenciát z biblické teologie. Roku 1998 se stal farním vikářem u Nostra Signora di Guadalupe a Monte Mario. Působil také jako úředník katechistické kanceláře a katechumenátní služby římské diecéze. Roku 2003 přešel do farnosti Santa Silvia a později do farnosti San Carlo da Sezze. Byl členem kněžské rady a kolegia poradců diecéze.
Dne 23. října 2017 jej papež František jmenoval pomocným biskupem diecéze Řím a titulárním biskupem z Gabi. Biskupské svěcení přijal 13. ledna 2018 z rukou kardinála Angela De Donatis a spolusvětiteli byli biskup Gianrico Ruzza a biskup Andrea Turazzi. Jako pomocným biskup měl na starost pastoraci ve zdravotnictví. Dne 6. ledna 2023 mu byla svěřena oblast péče o jáhenství, duchovenstvo a řeholní život. Od 1. března 2024 byl správcem východního sektoru diecéze.
Dne 28. ledna 2025 byl papežem jmenován biskupem Jesi.